# 가쿠다하마촌
가쿠다하마촌(角田浜村)은 니가타현 니시칸바라군에 설치되었던 촌이다.